# The Student Nurses
Pour plus de détails, voir Fiche technique et Distribution.
The Student Nurses est un film américain réalisé par Stephanie Rothman, sorti en 1970.

## Fiche technique
- Titre français : The Student Nurses
- Réalisation : Stephanie Rothman
- Scénario : Don Spencer
- Direction artistique : David Nichols
- Photographie : Stevan Larner
- Montage : Stephen Judson
- Société de production : New World Pictures
- Pays d'origine : États-Unis
- Format : Couleurs - 35 mm - 1,85:1 - Mono
- Genre : drame
- Durée : 89 minutes
- Date de sortie : 1970

## Distribution
- Elaine Giftos : Sharon
- Karen Carlson : Phred
- Brioni Farrell : Lynn
- Barbara Leigh : Priscilla
- Reni Santoni : Victor Charlie
- Richard Rust : Les
- Lawrence P. Casey : Jim Caspar
- Darrell Larson : Greg
- Paul Camen : Mark
- Richard Stahl : docteur Warshaw
- Katherine MacGregor : Miss Boswell
- Pepe Serna : Luis